# Klein Kussewitz
Klein Kussewitz è una frazione del comune tedesco di Bentwisch, in Meclemburgo-Pomerania Anteriore.
Fino al maggio 2019 era comune autonomo e faceva parte del Circondario di Rostock, era amministrato dalla comunità amministrativa (Amt) di Carbäk.